# داوید کوبیان
داوید کوبیان (اسپانیایی: David Cubillán‎؛ زادهٔ ۲۷ ژوئیهٔ ۱۹۸۷) بازیکن بسکتبال اهل ونزوئلا است.
وی در مسابقات کشوری و بین‌المللی در مجموع برندهٔ ۳ مدال طلا، ۱ مدال نقره شده‌است.